# Кён, Деррик
Деррик Артур Кён (нем. Derrick Köhn; род. 4 февраля 1999, Гамбург) — немецкий футболист, защитник берлинского «Униона».

## Клубная карьера
Кён — воспитанник клубов «Брамфельдер», «Гамбург» и «Бавария». 14 июля 2017 года в матче против «Ингольштадт II» Деррик дебютировал за дубль последних. 15 августа в поединке против «Гархинга» Кён отметился первым голом за мюнхенский клуб.
Летом 2020 года на правах свободного агента стал игроком нидерландского «Виллем II». 12 сентября в матче против «Херенвена» он дебютировал в Эредивизи. 8 ноября в поединке против ПСВ получил красную карточку и был дисквалифирован на два матча. 11 мая 2022 года в матче против «Камбюра» Кён отличился дебютным голом в Эредивизи.
В июле 2022 года стал игроком клуба «Ганновер 96». 15 июля в поединке против «Кайзерслаутерна» он дебютировал за новый клуб. 23 июля в матче против «Санкт-Паули» Деррик забил первый гол во второй Бундеслиге.
Зимой 2024 года перешёл в турецкий «Галатасарай». Сумма трансфера составила 3,5 млн евро. 18 февраля в поединке против «Анкарагюджю» он дебютировал в турецкой Суперлиге. 8 марта в матче против «Ризеспора» отметился дебютным голом за турецкий клуб. По итогам сезона 2023/24 стал чемпионом Турции и обладателем национального Суперкубка.
В августе 2024 года перешёл в годичную аренду в немецкий «Вердер».

## Достижения
«Галатасарай»
- Чемпион Турции: 2023/24
- Обладатель Суперкубка Турции: 2023